# Репродуктивно здравље
Репродуктивно здравље жена подразумева усклађеност и нормално одвијање функција репродуктивног система у телесном, психичком и социјалном смислу. Оно је битно јер омогућава људима да се осећају добро, да воле и буду вољени и да остваре једну од најлепших улога у животу, а то је родитељство. Заштита репродуктивног здравља укључује едукацију о сексуалности и репродукцији, саветовање о планирању породице, здравствену заштиту репродукције, превенцију, дијагностику и лечење различитих болести и поремећаја, прекиде трудноће, као и превенцију сексуалног злостављања и бригу о жртвама.
Брига о репродуктивном здрављу жена почиње од рођења, а нарочито је важна у периоду младалаштва, када се дешавају крупне промене у телесном изгледу и функционисању организма, доживљавању спољашњег света, начину размишљања и остваривања контаката са другим људима. Тада жену вребају многе опасности за настанак поремећаја репродуктивног здравља. У том смислу познавање карактеристика репродуктивног здравља жена и чинилаца који га  одређују  су полазна основа за процену здравствених потреба жена и активирање расположивих ресурса за њихово задовољење, односно унапређење здравља жена, у контексту утврђеном за 
здравствене политике изражене иницијативом за безбедно материнство. Док је утврђивање  карактеристика жена у репродуктивном  периоду  од  значаја је безбедно материнство, и посебно, издвајање угрожених  група жена и чинилаца који детерминишу  репродуктивно  здравље, као  путоказ  за  адекватно  планирање,  организацију  и руковођење  службама  за здравствену  заштиту  жена,  односно  избор  приоритета заштите и унапређења здравља жена и правилан  популациони  развој. 

## Општа разматрања
Репродуктивно здравље подразумева да су људи у могућности да имају:
- задовољавајући и безбедан полни живот
- способност да имају потомство,
- слободу да одлучују да ли ће имати потомство, када и колико често,
- право (мушкарци и жене) да буду информисани,
- приступ безбедним, ефектним, доступним и прихватљивим методима планирања породице по свом избору,
- право на адекватне услуге здравствене заштите који жени омогућавају безбедну трудноћу и порођај.

Важно је да млади људи у оквиру напред наведених могућности, разумеју сопствено тело и начин на који функционише, да прихвате и стекну позитиван став о сопственој сексуалности, што им може помоћи да себе сагледају у позитивном светлу и да поштују себе као сексуално биће. Оје основа за будуће искрено и одговорно ангажовање у личним везама.
Једно од обележја савремених друштава је пораст сексуалне активности међу младима, које резултују растућим уделом адолесцената који су сексуално активни, све већим бројем оних који прво полно искуство доживљавају у раној адолесценцији (пре 16 година живота) и снижавањем просечног узраста када се први полни однос остварује.
Кроз систем образовања требало би да се спроведе обука младих о репродуктивном здрављу, која би спречила прерано и незаштићено ступање у сексуалне односе, бројне нежељене последице незнања и предрасуда, различите форме сексуалног искоришћавања, злостављања и насиља, и да допринесе развоју толерантних и на поштовању заснованих и квалитетних односа међу половима и међу људима уопште.

## Епидемиологија
Репродуктивно  здравље  жена  на глобалном нивоу није  задовољавајуће, с обзиром да се може претпоставити да мање од 50% жена у генеративном периоду не располаже довољним  нивоом  знања  нити се  понашају  на  начин  који  се  може  сматрати  и  здравствено  пожељним  по  више 
посматраних  обележја;  тек 33% жена може  се сматрати  функционално писменим, а здравствено понашање више од 50% жена  није здравствено  пожељно у смислу  безбедног материнства.
Знање, ставови, понашање и коришћење здравствене заштите код  жена  корелира  са  старошћу  и  образовањем;  пожељни  обрасци  понашања  налазе се статистички чешће код млађих жена вишег образовног нивоа које су настањене у граду него код старијих жена нижег образовног нивоа  настањених у руралним областима. Материјално стање не игра значајну  улогу.

## Значајни чиниоци репродуктивног здравља
- Сексуално понашање одређују: материјални положај домаћинства, уредност жене, одмор, заступљеност фактора ризика, вредновање здравља, став о личној одговорности и поверење у лекара.
- Предиктори контрацепције су: задовољство животом, већи здравствени проблем и вредновање здравља. Број абортуса одређују: животна зрелост жене, одмор, заступљеност фактора ризика, стил живота, вредновање здравља и испољавање тог става, те континуитет и благовременост здравствене заштите.
- Предиктори добре заштите репродуктивног здравља су: културни ниво окружења, материјални положај домаћинства, задовољство животом, уредност и одмор, заступљеност фактора ризика, вредновање здравља, став о личној одговорности и поверење у лекара.
- Приступ и контролу ХИВ одређују: задовољство животом, физичка активност, већи здравствени проблеми и садржај примарне заштите.
- Постпарталну заштиту одређују: културни ниво окружења, разлози незадовољства животом, заступљеност фактора ризика и благовременост заштите. Предиктори дужине репродуктивног периода су: доступност здравствене заштите у заједници и уредност жене.

## Људска права у области репродуктивног и и сексуалног живота
Све младе особе пре ступања на репродуктивну сцену треба да буду упознате са правима која имају у односу на сексуално и репродуктивно понашање. Та права их, обавезују да преузму и одређену одговорност у односу на своје понашање.
| Људска права у области репродуктивног и и сексуалног живота | Људска права у области репродуктивног и и сексуалног живота |
| Врста права                                                 | Карактеристике права |
| ----------------------------------------------------------- | --- |
| Право на живот                                              | Подразумева да људи имају право на заштиту од болести и смрти. То их обавезује да буду одговорни и чувају своје здравље. Право на слободу и сигурност – људи имају право да слободно и одговорно одлучују о свом полном животу, али и обавезу да не угрозе другима то право. |
| Право на слободан избор                                     | Сви људи имају права да доносе сопствене одлуке везано за заснивање породице и рађање деце. Истовремено, треба да поштују право других да самостално доносе одлуке у тој сфери.                                                                                              |
| Право на равноправност                                      | Сви људи имају једнака права да се информишу о репродуктивном здрављу, доносе одлуке и користе здравствену заштиту. Ово право претпоставља поштовање исти права других људи.                                                                                                 |
| Право на заштиту од сексуалног злостављања                  | Сви људи имају право да буду заштићени од свих облика сексуалног насиља и злостављања. Истовремено, то их обавезује да не врше сексуално насиље над другим људима. |
| Право на приватност                                         | Сви људи имају право на приватност у емотивном животу, породици и при одласку у здравствену установу, али и обавезу да поштују право на приватност других. |
| Право на мишљење                                            | Сви људи имају право на своје мишљење али и обавезу да уваже мишљење других. |
| Право на информисање и образовање                           | Сви људи имају право да добију знања и вештине које ће им помоћи да заштите своје репродуктивно здравље. Што их, обавезује да примене усвојена знања. |
| Право на учествовање у доношењу политичких одлука           | Сви људи имају право да износе своје мишљење о сексуалним и репродуктивним правима. Корисници овог права су у обавези да поштују донете политичке одлуке у тој области. |
| Право на заштиту здравља                                    | Сви људи имају право да добију здравствену заштиту у односу на репродуктивно здравље. Од њих се очекује да редовно одлазе на контроле код лекара и тако очувају своје репродуктивно здравље.                                                                                 |

## Миленијумски циљеви развоја репродуктивног здравља у Р. Србији
Република Србија је на Миленијумском самиту одржаном у УН у Њујорку септембра 2000. године, заједно са још 189 земаља потписница, Миленијумске декларације у којој су наведене основне вредности на којима треба да се заснивају међународни односи у 21. веку: слобода, једнакост, солидарност, толеранција, поштовање природе и подела одговорности.
Промовисани Миленијумски циљеви, произашли из Декларације, подразумевају борбу против сиромаштва, пружање основног образовања свима, промовисање једнакости међу половима, смањење смртности деце, побољшање здравља мајки, борбу против тешких болести, заштиту животне средине, као и развијање глобалних партнерских односа ради развоја.
У оквиру Декларације постизање универзалног приступа репродуктивном здрављу један је од бројних циљева Уједињених нација за побољшање здравља мајки, и „пети принцип,” од осам главних задатака Миленијумских развојних циљева.
Имајући у виду да је матернално здравље веома значајно и блиско повезано са здрављем жена у репродуктивном периоду (жене узраста од 15 до 49 година), ово је узето у обзир при прилагођавању петог глобалног Миленијумског циља развоја и у Републици Србији
Уобичајени аспект здравља жена у репродуктивном периоду који се односе на фертилитет и планирање породице, према расположивим подацима у последњих 15 година, карактерише се готово двоструким падом броја живорођене деце на 1.000 жена фертилне доби, па се као прилагођени задаци у Републици Србији предложено: праћење опште стопе фертилитета жена у репродуктивном периоду са циљем да се очува на вредности од 26 живорођене деце на 1.000 жена узраста 15 до 49 година, како би стопа укупног фертилитета, износила 1,5 живорођено дете по жени.
За праћење глобалног напретка у постизању петог циља универзалног приступа репродуктивном здрављу, УН је успоставила сљедеће показатеље за праћење стања у овој активности:
Матернална смртност
Матернална смртност се односи на умирање жена у фертилном периоду од компликација трудноће, порођаја и пуерперијума (првих шест недеља након порођаја),
а као стабилнији показатељ усвојен је однос матерналне смртности који умирање прати на 100.000 живорођене деце.
Посматрање серије ове стопе морталитета указује да она бележи пад од 2000. године, а у 2005. години износи 110 умрлих жена у добној групи 15 до 49 година у Републици Србији. Анализом структуре узрока смрти, за разлику од просечне популације где је проценат умрлих од малигних тумора двоструко мањи, а сам узрок смрти од малигних тумора на другом месту, уочава се да је у групи фертилних жена умирање од малигних тумора, са 41,4% у 2005. години, водећи узрок морталитета. Следе болести крвотока са 21%, а затим смртност од повреда, тровања и последица деловања спољних узрока са 13,1%.
Сва три наведена узрока препоручују се у проширеној листи за миленијумско праћење у оквиру структуре узрока умирања, као и путем специфичних стопа, али у обавезном оквиру, свакако је неопходно пратити и смањити стопу морталитета од малигних тумора са 50,3 на 100.000 жена фертилне доби на 35,3.
Проценат рађања уз помоћ специјализованог здравственог особља
Порођај на терену представља хитан позив првог реда хитности. Може се десити случајно, било где, на путу до болнице или у кући. Ванболничку порођај је пракса неједнако заступљена у свету, јер се нпр. у Холандији више од 30% жена порађа код куће у присуству бабице. Све лошија социо-економска ситуација у многим земљама света, недоступност здравствене заштите и здравственог осигурања, недовољна образованост и здравствена просвећеност неки су од разлога због којих се у будућности очекује пораст броја ванболничких порођаја. Правно гледано, иако је број жена опредељених за порођај ван болнице и даље значајно мањи од оних које се желе породити у болници, питање слободе избора и ускраћивање тог избора, кључни је аспект о коме медицинска етика понекад нема јасан став.
Популарност рађања код куће у првим деценијама 21. века у Србији расте иако су многе жене доступне много пута током порођаја, многи се одлуче да буду потпуно природно рођени без епидуралних и других интервенција. Иако се и даља жене највише порађају у болници, све више мајки одлучују да рађа код куће, у присуству доктора и бабица. Повећан број царских резова који су спасили много живота, требало би да буде избор рађања у болници.
Стопа преваленције контрацепције
Младима се најчешће препоручује комбинована хормонска контрацепција. Она је обично у виду таблета које садрже мале дозе женских полних хормона. Спречава сазревање јајних ћелија и овулацију Ефикасна је само ако се користи редовно, према упутству, а у договору са лекаром. Поред поуздане заштите од трудноће, хормонска контрацепција повољно делује на менструациони циклус, који постаје правилан, а крварења мање обилна и безболна. Такође, штити репродуктивно здравље девојака, јер смањује ризик за развој запаљења полних органа и спречава настанак цисти на јајницима. Хормонска контрацепција, међутим, није довољна, јер не штити од полно преносивих инфекција.
Стопа трудноће код малолетника
Трудноћа током адолесценције представља озбиљан проблем који оставља последице не само на здравље адолесцената, већ представља велики психички проблем за млади пар. Она утиче и на функционисање њихових породица, на здравствени систем и на друштво у целини. Девојка може да затрудни ако је имала сексуални однос са младићем, а није користила поуздане начине заштите.
Има младих који у полне односе ступају из радозналости, да би се доказали у друштву, зато што су заљубљени и сматрају да се то од њих очекује или се боје да ће их девојка или младић у супротном оставити, да се не би разликовали од другарица и другова, или једноставно јер не знају како да одбију полни однос који не желе.
Почетак полног живота пре достизања зрелости носи, међутим, бројне ризике. До настанка трудноће може да дође при првом полном односу, док су менструације још увек нередовне и када су девојка и младић веома млади. Трудноћа настала непланирано и преурањено свакако да носи бројне проблеме, јер не постоји одговарајућа зрелост за нормалан раст и развој плода, а касније за одгајање детета. Чешће су компликације тока трудноће, порођај је често превремен, а беба мале тежине на рођењу. Малолетна трудница често остаје без подршке партнера, родитеља и доживљава осуду околине. Деца малолетних родитеља се спорије развијају, склонија су повредама и инфекцијама у раном детињству и не добијају потребну подршку, као што добијају деца родитеља, који су зрели.
Покривеност пренаталним услугама
Недостатак потреба за планирање породице

## Превенција
Због све већег броја младих који рано ступају у сексуалне односе, недовољног коришћења контрацепције и недовољног нивоа знања о полно преносивим болестима, као и о последицама ризичног понашања у вези са сексуалним односима, указује се потреба заједничког ангажовања:
- заједнице,
- невладиног сектора,
- школа
- здравственог система

Све то у циљу повећања свести младих о значају превенције, а тиме и смањења нежељених последица. Ову потребу осећају и млади, а то потврђује и жеља младих за здравственим васпитањем у школама.
Касније ступање у сексуалне односе, смањење броја сексуалних партнера и повећана употреба кондома, представљају начине да се смањи учесталост сексуално преносивих инфекција и нежељене трудноће код тинејџерки.